# Вирђинија Рузич
Вирђинија Рузич (рум. Virginia Ruzici; 31. јануар 1955, Кампија Турзији) бивша је румунска тенисерка.

## Каријера
Вирђинија Рузич је постала професионална тенисерка 1975. године. Један од њених најбољих удараца на терену је био форхенд, а била је специјалиста за шљаку. У каријери дугој дванаест година, освојила је 12 титула у појединачној конкуренцији, укључујући и једну гренд слем титулу на Отвореном првенству Француске 1978. У финалу је победила југословенску тенисерку Миму Јаушовец 6:2, 6:2. Освојила је 16 титула у конкуренцији парова.
Рузич је остала у најбољих двадесет тенисерки на свету од 1977. до 1983. Редовно је наступала за Фед куп тим Румуније током своје каријере.
Њен најбољи пласман на ВТА листи је 8. место у појединачној конкуренцији.
Након завршетка професионалне каријере остала је у свету тениса, а тренутно је менаџерка румунске тенисерке Симоне Халеп.

## Гренд слем финала

### Појединачно (2)
| Исход  | Година | Турнир      | Противница    | Резултат |
| Победа | 1978   | Ролан Гарос | Мима Јаушовец | 6–2, 6–2 |
| Финале | 1980   | Ролан Гарос | Крис Еверт    | 0–6, 3–6 |